# 66. ceremonia wręczenia nagród Grammy
66. ceremonia wręczenia nagród Grammy, prestiżowych amerykańskich nagród muzycznych wręczanych przez Narodową Akademię Sztuki i Techniki Rejestracji odbyła się w niedzielę, 4 lutego 2024 roku. Gala miała miejsce na arenie Crypto.com Arena w Los Angeles, a w jej trakcie zostały rozdane honoraria dla muzyków za ich osiągnięcia w przedziale od 1 października 2022 roku do 15 września 2023 roku. Południowoafrykański komik Trevor Noah, który był gospodarzem 63., 64. oraz 65. ceremonii, pojawił się jako gospodarz po raz czwarty.
Nominacje zostały ogłoszone w czasie transmisji na żywo 10 listopada 2023 roku. Najwięcej nominacji (dziewięć) otrzymała piosenkarka SZA, po siedem nominacji uzyskali: Victoria Monét, Phoebe Bridgers (włączając w to jej działalność w ramach grupy boygenius) oraz inżynier dźwięku Serban Ghenea. Hazel, 2-letnia córka Monét, która wystąpiła w piosence swojej matki pt. „Hollywood”, została najmłodszą nominowaną do nagrody Grammy w historii plebiscytu.
Specjalną nagrodę Człowieka Roku MusiCares za działalność filantropijną otrzymał Jon Bon Jovi.
Bridgers została największym zwycięzcą wieczoru, otrzymując cztery nagrody, a Taylor Swift przeszła do historii jako pierwsza artystka, która czterokrotnie zdobyła nagrodę grammy za Album roku.

## Nagrody i nominacje
Zwycięzcy zostali wymienieni jako pierwsi oraz wyróżnieni pogrubioną czcionką

### Obszar generalny
| Nagranie roku | Album roku |
| --- | --- |
| - „Flowers” – Miley Cyrus - „Worship” – Jon Batiste - „Not Strong Enough” – Boygenius - „On My Mama” – Victoria Monét - „Vampire” – Olivia Rodrigo - „Anti-Hero” – Taylor Swift - „Kill Bill” – SZA - „What Was I Made For?” – Billie Eilish | - Midnights – Taylor Swift - World Music Radio – Jon Batiste - The Record – Boygenius - Endless Summer Vacation – Miley Cyrus - Did You Know That There’s a Tunnel Under Ocean Blvd – Lana Del Rey - The Age of Pleasure – Janelle Monáe - Guts – Olivia Rodrigo - SOS – SZA |
| Piosenka roku | Najlepszy nowy artysta |
| - „What Was I Made For?” – Billie Eilish - „A&W” – Lana Del Rey - “Anti-Hero” – Taylor Swift - „Butterfly” – Jon Batiste - „Dance the Night” – Dua Lipa - „Flowers” – Miley Cyrus - „Kill Bill” – SZA - „Vampire” – Olivia Rodrigo           | - Victoria Monét - Gracie Abrams - Fred Again - Ice Spice - Jelly Roll - Coco Jones - Noah Kahan - The War and Treaty |
| Producent Roku | Autor piosenek roku |
| - Jack Antonoff - Dernst „D’Mile” Emile II - Hit-Boy - Metro Boomin - Daniel Nigro | - Theron Thomas - Edgar Barrera - Jessie Jo Dillon - Shane McAnally - Justin Tranter |

### Pop i Dance/Electronic
| Najlepszy występ popowy, solo | Najlepszy występ popowy w duecie/grupowy |
| --- | --- |
| - „Flowers” – Miley Cyrus - „Paint the Town Red” – Doja Cat - „What Was I Made For?” – Billie Eilish - „Vampire” – Olivia Rodrigo - „Anti-Hero” – Taylor Swift                                                             | - „Ghost in the Machine” – SZA featuring Phoebe Bridgers - „Candy Necklace” – Lana Del Rey featuring Jon Batiste - „Never Felt So Alone” – Labrinth featuring Billie Eilish - „Karma” – Taylor Swift featuring Ice Spice - „Thousand Miles” – Miley Cyrus featuring Brandi Carlile |
| Najlepszy album wokalny pop | Najlepsze nagranie taneczne/elektroniczne |
| - Midnights – Taylor Swift - Chemistry – Kelly Clarkson - Endless Summer Vacation – Miley Cyrus - Guts – Olivia Rodrigo - – – Ed Sheeran                                                                                   | - „Rumble” – Skrillex, Fred Again i Flowdan - „Blackbox Life Recorder 21F” – Aphex Twin - „Loading” – James Blake - „Higher Than Ever Before” – Disclosure - „Strong” – Romy i Fred Again                                                                                          |
| Najlepsze nagranie pop/dance | Najlepszy album taneczny/elektroniczny |
| - „Padam Padam” – Kylie Minogue - „One in a Million” – Bebe Rexha & David Guetta - „Miracle” – Calvin Harris featuring Ellie Goulding - „Baby Don’t Hurt Me” – David Guetta, Anne-Marie i Coi Leray - „Rush” – Troye Sivan | - Actual Life 3 (January 1 – September 9 2022) – Fred Again - Playing Robots Into Heaven – James Blake - For That Beautiful Feeling – The Chemical Brothers - Kx5 – Kx5 - Quest for Fire – Skrillex                                                                                |

### Rock, Metal i Muzyka Alternatywna
| Najlepszy występ rockowy | Najlepszy występ metalowy |
| --- | --- |
| - „Not Strong Enough” – Boygenius - „Sculptures of Anything Goes” – Arctic Monkeys - „More Than a Love Song” – Black Pumas - „Rescued” – Foo Fighters - „Lux Æterna” – Metallica              | - „72 Seasons” – Metallica - „Bad Man” – Disturbed - „Phantom of the Opera” – Ghost - „Hive Mind” – Slipknot - „Jaded” – Spiritbox                                                             |
| Najlepsza piosenka rockowa | Najlepszy album rockowy |
| - „Not Strong Enough” – Boygenius - „Angry” – The Rolling Stones - „Ballad of a Homeschooled Girl” – Olivia Rodrigo - „Emotion Sickness” – Queens of the Stone Age - „Rescued” – Foo Fighters | - This Is Why – Paramore - But Here We Are – Foo Fighters - Starcatcher – Greta Van Fleet - 72 Seasons – Metallica - In Times New Roman... – Queens of the Stone Age                           |
| Najlepszy występ muzyki alternatywnej | Najlepszy album z muzyką alternatywną |
| - „This Is Why” – Paramore - „Belinda Says” – Alvvays - „Body Paint” – Arctic Monkeys - „Cool About It” – Boygenius - „A&W” – Lana Del Rey                                                    | - The Record – Boygenius - The Car – Arctic Monkeys - Cracker Island – Gorillaz - Did You Know That There’s a Tunnel Under Ocean Blvd – Lana Del Rey - I Inside the Old Year Dying – PJ Harvey |

### R&B, Rap i Poezja słowa mówionego
| Najlepszy występ R&B | Najlepszy występ tradycyjny R&B |
| --- | --- |
| - „ICU” – Coco Jones - „Summer Too Hot” – Chris Brown - „Back To Love” – Robert Glasper Featuring SiR & Alex Isley - „How Does It Make You Feel” – Victoria Monét - „Kill Bill” – SZA   | - „Good Morning” – PJ Morton featuring Susan Carol - „Simple” – Babyface featuring Coco Jones - „Lucky” – Kenyon Dixon - „Hollywood” – Victoria Monét featuring Earth, Wind & Fire & Hazel Monét - „Love Language” – SZA                                                                  |
| Najlepsza piosenka R&B | Najlepszy album progresywnego R&B |
| - „Snooze” – SZA - „Angel” – Halle Bailey - „Back to Love” – Robert Glasper featuring SiR & Alex Isley - „ICU” – Coco Jones - „On My Mama” – Victoria Monét                             | - SOS – SZA - Since I Have a Lover – 6lack - The Love Album: Off the Grid – Diddy - Nova – Terrace Martin and James Fauntleroy - The Age of Pleasure – Janelle Monáe |
| Najlepszy album R&B | Najlepszy występ rapowy |
| - Jaguar II – Victoria Monét - Girls Night Out – Babyface - What I Didn’t Tell You (Deluxe) – Coco Jones - Special Occasion – Emily King - Clear 2: Soft Life (EP) – Summer Walker      | - „Scientists & Engineers” – Killer Mike featuring André 3000, Future i Eryn Allen Kane - „The Hillbillies” – Baby Keem featuring Kendrick Lamar - „Love Letter” – Black Thought - „Rich Flex” – Drake & 21 Savage - „Players” – Coi Leray                                                |
| Najlepszy występ rapowy/śpiewany | Najlepsza piosenka rapowa |
| - „All My Life” – Lil Durk featuring J. Cole - „Sittin’ on Top of the World” – Burna Boy featuring 21 Savage - „Attention” – Doja Cat - „Spin Bout U” – Drake & 21 Savage - „Low” – SZA | - „Scientists & Engineers” – Killer Mike featuring André 3000, Future i Eryn Allen Kane - „Attention” – Doja Cat - „Barbie World” – Nicki Minaj & Ice Spice featuring Aqua - „Just Wanna Rock” – Lil Uzi Vert - „Rich Flex” – Drake & 21 Savage                                           |
| Najlepszy album hip-hopowy | Najlepszy album z poezją mówioną |
| - Michael – Killer Mike - Her Loss – Drake & 21 Savage - Heroes & Villains – Metro Boomin - King’s Disease III – Nas - Utopia – Travis Scott                                            | - The Light Inside – J. Ivy - A-You’re Not Wrong B-They’re Not Either: The Fukc-It Pill Revisited – Queen Sheba - For Your Consideration'24 – The Album – Prentice Powell and Shawn William - Grocery Shopping with My Mother – Kevin Powell - When The Poems Do What They Do – Aja Monet |

### Country i American Roots
| Najlepszy występ country, solo | Najlepszy występ country w duecie/grupowy |
| --- | --- |
| - „White Horse” – Chris Stapleton - „In Your Love” – Tyler Childers - „Buried” – Brandy Clark - „Fast Car” – Luke Combs - „The Last Thing on My Mind” – Dolly Parton                                                                                | - „I Remember Everything” – Zach Bryan featuring Kacey Musgraves - „High Note” – Dierks Bentley featuring Billy Strings - „Nobody’s Nobody” – Brothers Osborne - „Kissing Your Picture (Is So Cold)” – Vince Gill & Paul Franklin - „Save Me” – Jelly Roll e Lainey Wilson - „We Don’t Fight Anymore” – Carly Pearce featuring Chris Stapleton |
| Najlepsza piosenka country | Najlepszy album country |
| - „White Horse” – Chris Stapleton - „Buried” – Brandy Clark - „I Remember Everything” – Zach Bryan & Kacey Musgraves - „In Your Love” – Tyler Childers - „Last Night” – Morgan Wallen                                                               | - Bell Bottom Country – Lainey Wilson - Rolling Up the Welcome Mat – Kelsea Ballerini - Brothers Osborne – Brothers Osborne - Zach Bryan – Zach Bryan - Rustin’ in the Rain – Tyler Childers |
| Najlepszy utwór American Roots | Najlepszy Album – Americana |
| - „Cast Iron Skillet” – Jason Isbell e The 400 Unit - „Blank Page” – The War and Treaty - „California Sober” – Billy Strings featuring Willie Nelson - „Dear Insecurity” – Brandy Clark featuring Brandi Carlile - „The Returner” – Allison Russell | - Weathervanes – Jason Isbell and the 400 Unit - Brandy Clark – Brandy Clark - The Chicago Sessions – Rodney Crowell - You’re the One – Rhiannon Giddens - The Returner – Allison Russell |

### Gospel i Muzyka Chrześcijańska
| Najlepszy występ/utwór gospel | Najlepszy występ/utwór muzyki chrześcijańskiej |
| --- | --- |
| - „All Things” – Kirk Franklin - „God Is Good” – Stanley Brown featuring Hezekiah Walker, Kierra Sheard & Karen Clark Sheard - „Feel Alright (Blessed)” – Erica Campbell - „Lord Do It for Me (Live)” – Zacardi Cortez - „God Is” – Melvin Crispell III                                             | - „Your Power” – Lecrae & Tasha Cobbs Leonard - „Believe” – Blessing Offor - „Firm Foundation (He Won’t) [Live]” – Cody Carnes - „Thank God I Do” – Lauren Daigle - „Love Me Like I Am” – for KING & COUNTRY featuring Jordin Sparks - „God Problems” – Maverick City Music, Chandler Moore & Naomi Raine |
| Najlepszy album gospel | Najlepszy album muzyki chrześcijańskiej |
| - All Things New: Live in Orlando – Tye Tribbett - I Love You – Erica Campbell - Hymns (Live) – Tasha Cobbs Leonard - The Maverick Way – Maverick City Music - My Truth – Jonathan McReynolds | - Church Clothes 4 – Lecrae - My Tribe – Blessing Offor - Emanuel – Da’ T.R.U.T.H. - Lauren Daigle – Lauren Daigle - I Believe – Phil Wickham |
| Najlepszy album roots gospel | |
| - Echoes of the South – Blind Boys of Alabama - Tribute to the King – The Blackwood Brothers Quartet - Songs That Pulled Me Through the Tough Times – Becky Isaacs Bowman - Meet Me at the Cross – Brian Free & Assurance - Shine: The Darker the Night the Brighter the Light – Gaither Vocal Band | |

### Latin, Global, African, Reggae i New Age, Ambient
| Najlepszy album latin pop | Najlepszy album Música Urbana |
| --- | --- |
| - X Mí (Vol. 1) – Gaby Moreno - La Cuarta Hoja – Pablo Alborán - Beautiful Humans, Vol. 1 – AleMor - A Ciegas – Paula Arenas - La Neta – Pedro Capó - Don Juan – Maluma    | - Mañana Será Bonito – Karol G - Saturno – Rauw Alejandro - Data – Tainy |
| Najlepszy album latin rockowy/alternatywny | Najlepszy występ muzyki afrykańskiej |
| - Vida Cotidiana – Juanes - De Todas las Flores – Natalia Lafourcade - „Water” – Tyla - MARTÍNEZ – Cabra - Leche de Tigre – Diamante Eléctrico - EADDA9223 – Fito Paez     | - „Water” – Tyla - „Amapiano” – Asake & Olamide - „City Boys” – Burna Boy - „UNAVAILABLE” – Davido featuring Musa Keys - „Rush” – Ayra Starr |
| Najlepszy album reggae | Najlepszy album New Age, Ambient, Chant |
| - Colors of Royal – Julian Marley & Antaeus - Born for Greatness – Buju Banton - Simma – Beenie Man - Cali Roots Riddim 2023 – Collie Buddz - No Destroyer – Burning Spear | - So She Howls – Carla Patullo Featuring Tonality and the Scorchio Quartet - Aquamarine – Kirsten Agresta-Copely - Moments of Beauty – Omar Akram - Some Kind of Peace (Piano Reworks) – Ólafur Arnalds - Ocean Dreaming Ocean – David Darling & Hans Christian |

### Dzieci, Komedia, Audio Book, Media Wizualne i Teledysk/Film
| Najlepszy album dziecięcy | Najlepszy album komediowy |
| --- | --- |
| - 123 Andrés – We Grow Together Preschool Songs - Andrew & Polly – Ahhhhh! - Pierce Freelon and Nnenna Freelon – Ancestars - DJ Willy Wow! – Hip Hope For Kids! - Uncle Jumbo – Taste The Sky | - What’s In a Name? – Dave Chappelle - I Wish You Would – Trevor Noah - I’m an Entertainer – Wanda Sykes - Selective Outrage – Chris Rock - Someone You Love – Sarah Silverman |
| Najlepszy audio book/nagranie narracji | Najlepsza ścieżka dźwiękowa – kompilacja do medium wizualnego |
| - The Light We Carry: Overcoming in Uncertain Times – Michelle Obama - Big Tree – Meryl Streep - Boldly Go: Reflections on a Life of Awe and Wonder – William Shatner - The Creative Act: A Way of Being – Rick Rubin - It’s OK to Be Angry About Capitalism – Bernie Sanders                                     | - Barbie the Album – Various Artists - Aurora – Daisy Jones & the Six - Black Panther: Wakanda Forever – Various Artists - Guardians of the Galaxy, Vol. 3: Awesome Mix, Vol. 3 – Various Artists - Weird: The Al Yankovic Story – „Weird Al” Yankovic                                            |
| Najlepsza ścieżka dźwiękowa do medium wizualnego | Najlepsza ścieżka dźwiękowa do gry wideo i innych mediów interaktywnych |
| - Oppenheimer – Ludwig Göransson - Fabelmanowie – John Williams - Indiana Jones i artefakt przeznaczenia – John Williams - Czarna Pantera: Wakanda w moim sercu – Ludwig Göransson - Barbie – Mark Ronson & Andrew Wyatt                                                                                          | - Star Wars Jedi: Ocalały – Stephen Barton i Gordy Haab - Call of Duty: Modern Warfare II – Sarah Schachner - God of War Ragnarök – Bear McCreary - Dziedzictwo Hogwartu – Peter Murray, J Scott Rakozy i Chuck Myers - Stray Gods: The Roleplaying Musical – Jess Serro, Tripod i Austin Wintory |
| Najlepszy utwór stworzony do medium wizualnego | |
| - „What Was I Made For?” – Billie Eilish & Finneas O’Connell z filmu Barbie - „Dance the Night” – Dua Lipa z filmu Barbie - „Barbie World” – Nicki Minaj, Ice Spice oraz Aqua z filmu Barbie - „Lift Me Up” – Rihanna z filmu Czarna Pantera: Wakanda w moim sercu - „I’m Just Ken” – Ryan Gosling z filmu Barbie | |
| Najlepszy teledysk | Najlepszy film muzyczny |
| - „I’m Only Sleeping” – The Beatles - „In Your Love” – Tyler Childers - „What Was I Made For?” – Billie Eilish - „Count Me Out” – Kendrick Lamar - „Rush” – Troye Sivan | - Moonage Daydream – David Bowie - Lewis Capaldi: Co u Mnie – Lewis Capaldi - Live From Paris, The Big Steppers Tour – Kendrick Lamar - Little Richard: Jestem wszystkim – Little Richard - Dear Mama – Tupac Shakur                                                                              |